# Списък на побратимени градове на Косово
Това са побратимените градове на градовете в Косово. Повечето косовски градове са побратимени с албански градове – в Албания и Северна Македония.

## Дяково
- Шкодра, Албания

## Косовска Митровица
- Куманово, Македония

## Печ
- Тоболск, Русия

## Призрен
- Битоля, Македония

## Прищина
- Анкара, Турция
- Бурса, Турция
- Драч, Албания
- Карачи, Пакистан
- Тирана, Албания